# Pueblo Nuevo (Pueblo Nuevo)
Pour les articles homonymes, voir Pueblo Nuevo.
Pueblo Nuevo est la capitale de la paroisse civile de Pueblo Nuevo de la municipalité de Santa Ana dans l'État d'Anzoátegui au Venezuela.